# 祥光院
祥光院（しょうこういん、天正11年（1583年） - 明暦2年4月12日（1656年5月6日））は、江戸時代初期の女性。仙台藩初代藩主・伊達政宗の側室。

## 生涯
天正11年（1583年）、摂津国西成郡に生まれる。名前・出自は共に不詳。
仙台藩藩主・伊達政宗の側室となり、慶長7年（1602年）に伏見にて政宗の四男・宗泰（愛松丸）を産む。宗泰が岩出山城主となって以後は岩出山で宗泰と共に暮らしていたようで、寛永2年12月（1626年1月）に政宗から宗泰に宛てた書状の中に祥光院について言及した部分がある。
明暦2年（1656年）4月12日死去。享年74。法名は祥光院殿浄林良清。孫の岩出山伊達氏第2代当主・伊達宗敏によって建立された臨済宗の祥光寺に葬られた。祥光寺には宗敏とその生母・瓊林院の墓のほか、伊達騒動により改易された一関藩主伊達宗勝の子で、預先の岩出山で死亡した伊達虎之助の墓がある。
祥光院には弟が一人おり、慶長19年（1614年）10月に知行23貫71文（＝230石7斗1升、このうち3貫71文は野谷地）を拝領し、宗泰傅役の山岡重長から名字をもらって山岡内記と名乗っている。内記は宗泰のお付きとして仕え、元和9年（1623年）7月に病没した。
|  |  | 山岡内記 |          |          |          |          |          |  |  |          |  |  |  |  |  |  |  |          |          |          |          |          |          |
|  |  |          |          |          |          |          |          |  |  |          |  |  |  |  |  |  |  |          |          |          |          |          |          |
|  |  | 祥光院   |          |          |          |          |          |  |  |          |  |  |  |  |  |  |  |          |          |          |          |          |          |
|  |  |          |          |          |          |          |          |  |  |          |  |  |  |  |  |  |  |          |          |          |          |          |          |
|  |  |          |          |          |          |          |          |  |  | 伊達宗泰 |  |  |  |  |  |  |  |          |          |          |          |          |          |
|  |  |          |          |          |          |          |          |  |  |          |  |  |  |  |  |  |  |          |          |          |          |          |          |
|  |  | 伊達政宗 | 伊達政宗 | 伊達政宗 | 伊達政宗 | 伊達政宗 | 伊達政宗 |  |  |          |  |  |  |  |  |  |  | 伊達宗敏 | 伊達宗敏 | 伊達宗敏 | 伊達宗敏 | 伊達宗敏 | 伊達宗敏 |
|  |  |          | 伊達政宗 | 伊達政宗 | 伊達政宗 | 伊達政宗 | 伊達政宗 |  |  |          |  |  |  |  |  |  |  | 伊達宗敏 | 伊達宗敏 | 伊達宗敏 | 伊達宗敏 | 伊達宗敏 | 伊達宗敏 |
|  |  |          |          |          |          |          |          |  |  | 瓊林院   |  |  |  |  |  |  |  |          |          |          |          |          |          |

## 出自等に関する異説
祥光院の父を講談で有名な塙団右衛門直之（永禄10年（1567年）生まれ）とする説話がある。
元和元年（1615年）の大坂夏の陣で団右衛門が討死した際に、娘が伊達軍に捕えられて政宗の侍女となり、のちに側室となって宗泰を産んだというものだが、仮に団右衛門の娘が政宗の側室となったことが事実であったとしても、宗泰の生年から見れば、団右衛門の娘が宗泰の生母である可能性は無い。しかしながら、明治27年（1894年）の『伊達略系』がこれを採用し、大正4年（1915年）の作並清亮『東藩史稿』および昭和8年（1933年）の菊田定郷『仙台人名大辞書』もこれを引用したため、現在ではこの説が広く流布している（同説については塙直之の項を参照のこと）。
また岩出山伊達氏の文書の中には、祥光院が政宗の側室となったのは文禄元年（1592年）で、元和元年（1615年）に死去したと記しているものもあるが、上述の政宗書状との整合性を欠く。